# Ro-67
Ro-67 — підводний човен Імперського флоту Японії, який брав участь у Другій світовій війні.
Корабель, який спорудили у 1926 році на корабельні компанії Mitsubishi у Кобе, належав до підтипу L4 (він же тип Ro-60) типу L.
Станом на момент вступу Японії у Другу світову війну Ro-67 належав до 27-ї дивізії підводних човнів Четвертого флоту, який відповідав за операції у Океанії. Як наслідок, корабель перебував на атолі Кваджелейн на Маршаллових островах (до середини 1942-го японські підводні сили активно використовували цю передову базу).
5 грудня 1941-го Ro-67 вийшов з бази і попрямував до належного США острова Вейк (вісім сотень кілометрів на північ від Маршаллових островів). 11 вересня японський загін надводних кораблів здійснив невдалу спробу оволодіти Вейком, а 13—17 грудня Ro-67 пройшов назад на Кваджелейн (23 грудня значно потужніше японське угруповання все-таки захопить Вейк).
24 грудня 1941-го Ro-67 вийшов з Кваджелейну у новий похід, проте вже наступної доби повернувся через технічні несправності.
7—11 січня 1942-го Ro-67 пройшов на атол Трук у центральній частині Каролінських островів, де ще до війни облаштували головну базу японського ВМФ у Океанії. 16—29 січня він здійснив звідси похід на південь, під час якого патрулював у районі мису Сент-Джордж (біля південного входу до протоки, що розділяє острови Нова Британія та Нова Ірландія) в межах операції з оволодіння Рабаулом на острові Нова Британія (після захоплення 23 січня японським десантом стане головною передовою базою для подальшого просування на Соломонові острова та Нову Гвінею). Невдовзі після цього, 10 лютого, Ro-67 включили до 26-ї дивізії підводних човнів.
18 лютого 1942-го корабель вирушив з Труку, з 28 лютого по 3 березня перебував на острові Понапе (східні Каролінські острови), після чого попрямував до островів Гілберта. Звідти Ro-67 рушив до метрополії, зробив зупинки 17—18 березня на атолі Джалуїт (Маршаллові острови) і 24—27 березня на Сайпані (Маршаллові острови), а 2 квітня прибув до Сасебо (обернене до Східнокитайського моря узбережжя Кюсю).
14 липня 1942-го 26-ту дивізію перевели до П'ятого флоту, відповідального за операції у північній зоні (Хоккайдо, Курильські та Алеутські острови). Втім, лише 10—19 вересня Ro-67 пройшов з Сасебо до Парамуширу (Курильські острови), звідки рушив на схід та 26 вересня прибув до Киски — одного з двох островів на заході Алеутського архіпелагу, захоплених японцями на початку червня в межах мідвейсько-алеутської операції. Того ж 26 вересня під час американського нальоту на гавань Киски Ro-67 зазнав пошкоджень від обстрілу та близьких вибухів, вийшли з ладу перископи та електромотори. Як наслідок, корабель одразу попрямував до Омінато (важлива база ВМФ на північному завершенні Хонсю), куди прибув 4 жовтня.  
З 15 листопада 1942-го 26-та дивізія належала до ескадри підводних човнів Куре, яка виконувала функції навчальної. Станом на 1 січня 1944-го Ro-67 належав до 33-ї дивізії підводних човнів зі складу все тієї ж ескадри Куре.
19 березня 1945-го Куре стало ціллю для американського авіаносного з'єднання. Ro-67, який в цей час був на доковому ремонті, зазнав пошкоджень від обстрілу, загинуло 13 моряків. Після цього його так і не відремонтували, а 20 липня корабель виключили зі списків ВМФ та призначили для використання як плавучий причал. 1946 року колишній Ro-67 здали на злам.